# Корпус ПВО

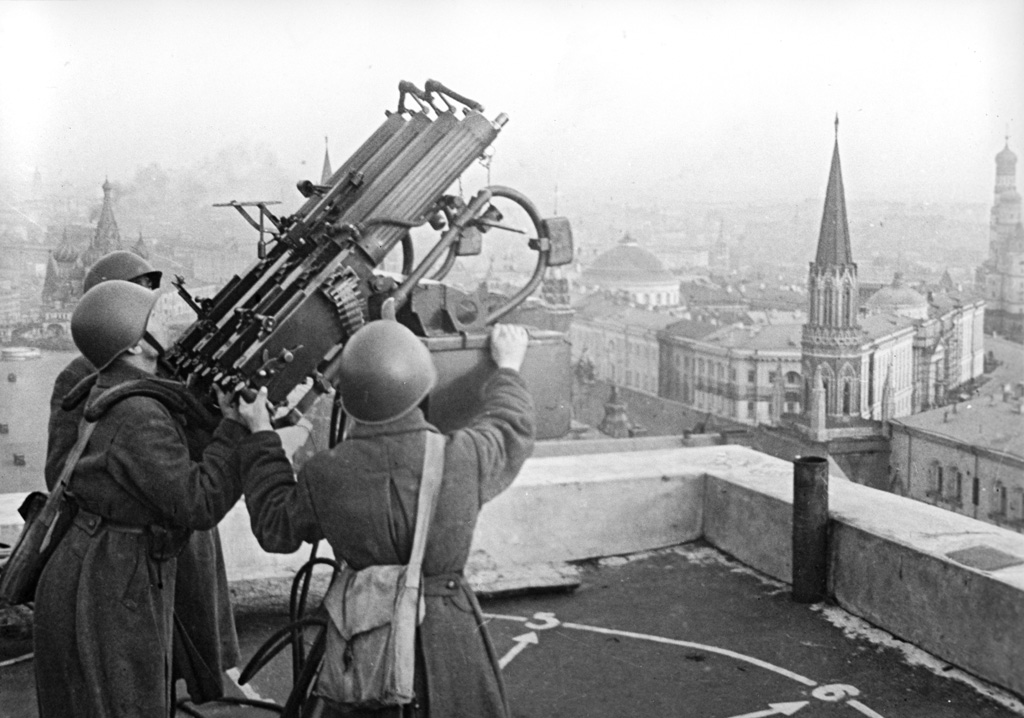
Расчёт советских зенитчиков на крыше гостиницы «Москва», Москва, 1 августа 1941 года, фото Олег Кнорринг, обратите внимание на пол, нанесена разметка.

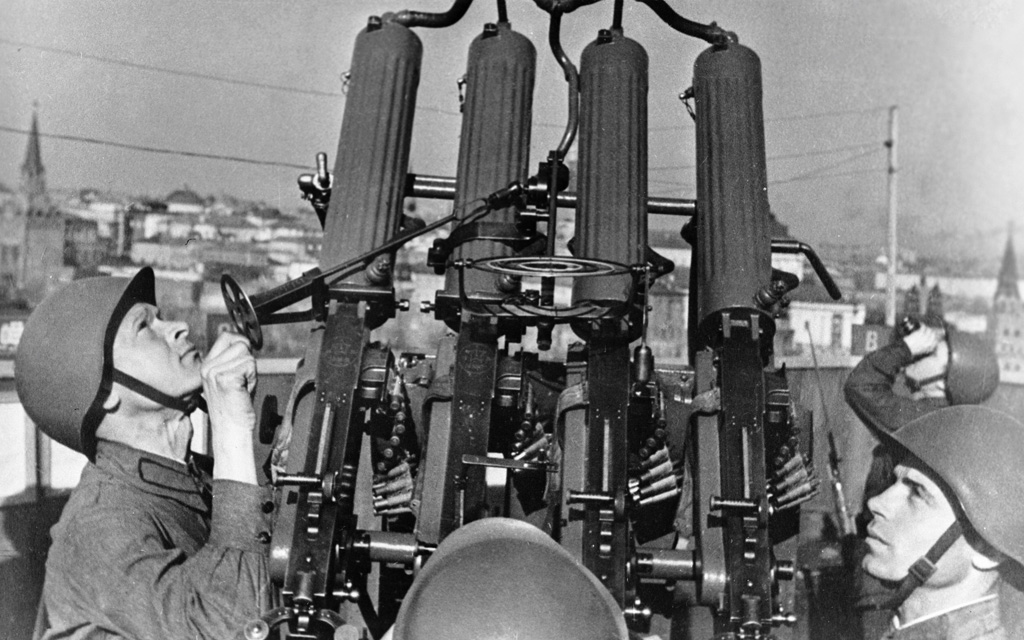
Расчёт к бою готов, Москва, 21 июня 1942 года, фото Владимир Грановский.

Корпус ПВО — соединение (корпус) войск ПВО авиации Красной армии в вооружённых силах СССР перед началом и во время Великой Отечественной войны, предназначенное для защиты от ударов с воздуха важнейших административно-политических, промышленно-экономических центров и районов страны, а также группировок войск и военных объектов.

## Формирование
К началу войны в Красной армии было три корпуса ПВО, которые входили в состав Московской, Северной и Закавказской зон ПВО и обороняли Москву, Ленинград и Баку. В ноябре 1941 года корпуса ПВО, входившие в Московскую и Северную зоны ПВО, преобразованы в Московский и Ленинградский корпусные районы ПВО.
В апреле 1944 года все корпусные районы ПВО вновь переименованы в корпуса ПВО с присвоением им войсковых номеров. Состав этих корпусов определялся в зависимости от важности и размеров обороняемых ими объектов.
К концу войны в войсках ПВО страны действовало 15 корпусов ПВО.

### Перечень
- 1-й корпус ПВО → Московский корпусной район ПВО (Н-ский корпус ПВО)
- 2-й корпус ПВО → Ленинградский корпусной район ПВО (Н-ский корпус ПВО)
- Воронежский корпусной район ПВО (Н-ский корпус ПВО)
- Ростовский корпусной район ПВО (Н-ский корпус ПВО)
- Северо-Кавказский корпусной район ПВО (Н-ский корпус ПВО)
- Горьковский корпусной район ПВО (Н-ский корпус ПВО)
- Сталинградский корпусной район ПВО (Н-ский корпус ПВО)

## Состав
В состав корпуса входили:
- управление (штаб)
- шесть зенитных артиллерийских полков
- зенитный пулемётный полк
- один — два зенитных прожекторных полка
- один — два полка аэростатов заграждения
- один — два полка и один — два радиобатальона воздушного наблюдения, оповещения и связи (ВНОС)
- части обслуживания

Всего корпус ПВО имел:
- до 600 зенитных орудий среднего калибра и 72 — малого калибра
- свыше 200 зенитных пулемётов
- 504—648 зенитных прожекторов
- 216—432 аэростата заграждения

В ходе наступательных операций корпуса ПВО перемещались вслед за наступавшими войсками и прикрывали крупные города, железнодорожные узлы, переправы и другие объекты на территории, освобождаемой от противника.
Своими силами и средствами корпус ПВО мог обнаруживать самолёты противника на удалении 170—250 км от обороняемого объекта, отражать воздушные налёты многослойным зенитным артиллерийским огнём, создать несколько световых прожекторных полей для боя истребителей ночью, прикрыть аэростатами заграждения площадь 200—400 км².

## Авиационные корпуса ПВО страны
Основой авиации ПВО страны были истребительные авиационные полки ПВО, которые были сведены в истребительные авиационные дивизии и те, в свою очередь, в авиационные корпуса. 

Создание авиационных корпусов ПВО началось накануне войны, на основе Приказа Наркома Обороны № 0041 от 19.06.1941 г., которым было предписано создание 6-го, 7-го , 8-го авиационных корпусов ПВО на основе истребительных авиационных дивизий.

Авиационные корпуса ПВО страны применялись для выполнения задач защиты воздушного пространства страны над особо охраняемыми территориальными зонами ПВО.

### Перечень авиационных корпусов ПВО страны

#### Гвардейский истребительный авиационный корпус ПВО
| Корпус                                                | Почётное наименование | До присвоения (переименования)            | Дата присвоения (переименования) |
| ----------------------------------------------------- | --------------------- | ----------------------------------------- | -------------------------------- |
| 2-й гвардейский истребительный авиационный корпус ПВО | Ленинградский         | 7-й истребительный авиационный корпус ПВО | 07.07.1943                       |

#### Истребительные авиационные корпуса ПВО
- 6-й истребительный авиационный корпус ПВО (Московский)
- 7-й истребительный авиационный корпус ПВО (Ленинградский)
- 8-й истребительный авиационный корпус ПВО (Бакинский)
- 9-й Воронежский истребительный авиационный корпус ПВО
- 10-й Ростовский истребительный авиационный корпус ПВО